# Frédéric Millet
Pour les articles homonymes, voir Millet.
Frédéric Millet, né le 28 juillet 1786 à Charlieu et mort le 20 octobre 1859 Paris, est un peintre français.
Il n'a aucun lien de parenté avec le peintre Jean-François Millet.

## Biographie
Frédéric Millet est le fils de Louis Millet, menuisier, et de Jeanne-Marie Girard.
Élève de d'Aubry et d'Isabey, il débute au salon en 1806.
Peintre en miniature et aquarelle, il réalise entre autres le portrait du duc de Montmorency, de la maréchale de Wagram, de la princesse Esterhazy, de l'impératrice Eugénie, des familles d'Orléans, de Bassano, de Montebello...
Il épouse en 1810, Marie-Henriette Rioux, future fondatrice des salles d'asile à Paris ; ils auront notamment pour enfants Émile (1813-1882), Aimé (1819-1891) et Anne (1822-1878).
Il meurt le 20 octobre 1859 à son domicile parisien de la rue d'Amsterdam.